# Prostitución en Lituania

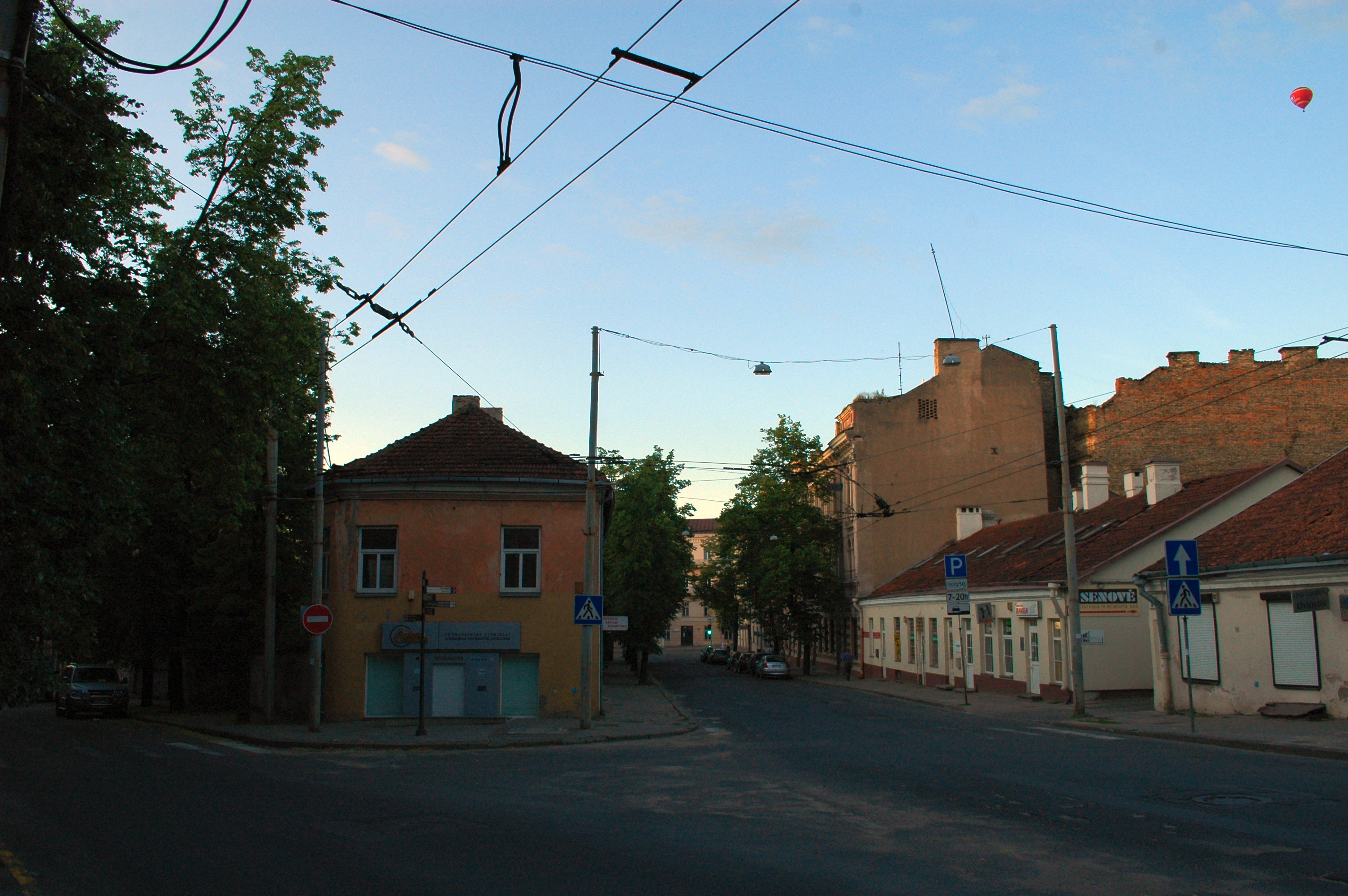
Zona de Sodų gatvė, en Vilna, conocida por ser calle transitada por prostitutas.

La prostitución en Lituania es ilegal, pero habitual. Las fuerzas del orden son débiles, corruptas y se dice que están conectadas con el crimen organizado. Se calcula que hay cerca de 3 000 prostitutas solo en la capital, Vilna. Muchas prostitutas son extranjeras, principalmente originarias de Rusia, Bielorrusia y Ucrania. La prostitución callejera, incluidas las prostitutas menores de edad, suele estar controlada por elementos criminales. El tráfico sexual es un problema en el país.

## Situación legal
Tanto la prostitución en sí como la compra de sexo están prohibidas por el Código de Infracciones Administrativas. Las actividades relacionadas están prohibidas por el Código Penal. Las leyes de orden público también se utilizan contra las prostitutas.

### Código de Infracciones Administrativas
La prostitución propiamente dicha y los clientes de las prostitutas están penalizados por el artículo 1821 del Código Administrativo. La pena es una multa de 86 a 144 euros por una sola infracción y de 144 a 288 euros por reincidencia. Los reincidentes también pueden ser objeto de arresto administrativo de hasta treinta días.

### Código Penal
Son delitos tipificados en el Código Penal:
Artículo 307. Lucrarse con la prostitución ajena
1. Lucrarse de la prostitución ajena o del proxenetismo para la prostitución (pena máxima de 4 años de prisión).
2. Organiza o está a cargo de la prostitución o transporta a una persona con su consentimiento para la prostitución dentro o fuera de Lituania (pena máxima 6 años).
3. Lucrarse con la prostitución de un menor u organizar o encargarse de la prostitución del menor o transportar al menor con su consentimiento para la prostitución dentro o fuera de Lituania (máximo 8 años).
Artículo 308. Implicación en la prostitución
1. Involucrar a una persona en la prostitución (máximo 3 años).
2. 2. Involucrar en la prostitución a una persona que dependa económicamente de él, esté subordinada a él en un cargo o de otro modo, o involucrar a una persona en la prostitución mediante coacción física o mental o mediante engaño, o que, de cualquier modo, involucre en la prostitución a un menor (7 años).

## Tráfico sexual
Lituania es país de origen, tránsito y destino de mujeres y niñas víctimas del tráfico sexual. Los observadores estiman que el 40 % de las víctimas de trata identificadas en Lituania son mujeres y niñas sometidas a tráfico sexual dentro del país. Las mujeres lituanas también son víctimas del tráfico sexual en Europa Occidental y Escandinavia. Los adultos y niños vietnamitas que transitan por Lituania pueden ser víctimas de trata. Los aproximadamente 4 000 niños y niñas institucionalizados en más de 95 orfanatos son especialmente vulnerables a la trata.
Los artículos 147 y 157 del Código Penal prohíben todas las formas de trata y establecen penas de entre dos y doce años de prisión.
En marzo de 2015, los fiscales anunciaron una investigación sobre las denuncias de que el director de un orfanato explotaba sexualmente a niños y operaba una red de trata sexual dentro de la institución, ofreciendo niños pequeños a pedófilos. La investigación seguía en curso durante el periodo del informe. En enero de 2015, los fiscales anunciaron la investigación de una institución residencial estatal para niños con necesidades especiales; los residentes adolescentes presuntamente habían estado sometiendo a niñas residentes a la trata sexual. 
La directora del orfanato defendió su institución diciendo que esa actividad era habitual en todos los orfanatos lituanos. En marzo de 2017, el tribunal condenó a cuatro hombres a penas de entre dos y cuatro años y medio de cárcel por mantener relaciones sexuales con menores residentes en este orfanato e impuso penas de uno a tres años de libertad vigilada a cuatro niñas por facilitar la prostitución. Los fiscales recurrirán la decisión pidiendo al tribunal de instancia superior que condene a los delincuentes por trata de seres humanos.
La Oficina de Vigilancia y Lucha contra la Trata de Personas del Departamento de Estado de los Estados Unidos clasifica a Lituania como país de "nivel 1".